# Quinlan
Quinlan város az USA Texas államában, Hunt megyében. Lakosainak száma 1414 fő (2020. április 1.).

## Népesség
A település népességének változása:
| Lakosok száma | 1394 | 1396 | 1414 |
|               | 2010 | 2013 | 2020 |